# PGML
PGML (Precision Graphics Markup Language  — «мова точної розмітки графіки») — заснована на XML мова розмітки для опису векторної графіки на вебсторінці (діаграм, окремих елементів інтерфейсу) у вигляді тексту у форматі XML. Використовує модель побудови зображення, що схожа з PDF і PostScript. Була представлена консорціуму W3C компаніями Adobe Systems, IBM, Netscape Communications та Sun Microsystems у 1998 році, проте не була прийнята, як рекомендована. Майже одночасно компанія Microsoft подала до розгляду свій проєкт — VML, через рік була розроблена більш досконала мова SVG, що заснована на ідеї двох технологій. SVG отримала рекомендацію W3C і стала основним форматом для опису векторної графіки на вебсторінці.
З моменту виходу в світ, мова не розвивалась, була витіснена технологіями SVG і VML. На даний момент PGML майже не має сфери застосування та програмного забезпечення для роботи з цим форматом (лише програма ArgoUML може експортувати в PGML).

## Використання
Інструмент ArgoUML CASEможе експортувати діаграми UML у PGML.